# Denis Buntić
Denis Buntić, (ur. 13 października 1982 w Ljubuškim) – urodzony w Hercegowinie piłkarz ręczny, reprezentacji Chorwacji. Jego atrybuty fizyczne to 198 cm i 103 kg. Występuje na pozycji rozgrywającego. Brązowy medalista olimpijski 2012.

## Kariera
Występował w słoweńskim klubie RK Cimos Koper. Wcześniej występował w takich klubach jak RK Split, bośniackim HRK Izviđač Ljubuški (z którym to zdobył dwa mistrzostwa Bośni i Hercegowiny oraz Puchar Bośni). Występował także w chorwackim klubie Agram Medveščak oraz hiszpańskim Reale Ademar. Na początku marca 2011 podpisał trzyletni kontrakt z Vive Targi Kielce obowiązujący od 1 lipca 2011 roku.
Wraz z reprezentacją Chorwacji uczestniczył w MŚ 2005 w Tunezji, gdzie Chorwacja wywalczyła srebrny medal i ME 2006 rozgrywanych w Szwajcarii. W reprezentacji w 41 występach zdobył 84 goli.
Dwukrotny wicemistrz Europy z 2008 r. w Norwegii i z 2010 r. z Austrii. Podczas ME w 2010 r. Chorwaci zostali pokonani w wielkim finale przez Francję 25:21.

## Sukcesy
Reprezentacyjne:
- Mistrzostwa Świata: 2005
- Mistrzostwa Europy: 2010
- Mistrzostwa Europy: 2012
- Igrzyska Olimpijskie: 2012

Klubowe:
- Mistrzostwo Polski: 2012, 2013, 2014, 2015, 2016
- Puchar Polski: 2012, 2013, 2014, 2015
- Liga Mistrzów: 2013